# Storskär, Närpes
Storskär är en udde i Finland.   Den ligger i landskapet Österbotten, i den sydvästra delen av landet, 300 km nordväst om huvudstaden Helsingfors.
Terrängen inåt land är mycket platt. Havet är nära Storskär åt sydväst.  Närmaste större samhälle är Korsnäs, 19,2 km norr om Storskär. 